# Martin Kupper
Martin Kupper (ur. 31 maja 1989 w Tallinnie) – estoński lekkoatleta specjalizujący się w rzucie dyskiem.
Bez awansu do finału startował w 2011 na młodzieżowych mistrzostwach Europy w Ostrawie. W 2014 był dziewiąty na mistrzostwach Starego Kontynentu w Zurychu.
Medalista mistrzostw Estonii oraz reprezentant kraju w meczach międzypaństwowych i pucharze Europy w rzutach.
Rekord życiowy: 66,67 (14 marca 2015, Leiria).

## Osiągnięcia
| Rok  | Impreza                               | Miejsce               | Pozycja              | Wynik |
| ---- | ------------------------------------- | --------------------- | -------------------- | ----- |
| 2011 | Młodzieżowe mistrzostwa Europy        | Ostrawa               | el. – 15. miejsce    | 55,82 |
| 2012 | Zimowy puchar Europy w rzutach        | Bar                   | 5. miejsce (Grupa B) | 58,52 |
| 2013 | Zimowy puchar Europy w rzutach        | Castellón de la Plana | 8. miejsce           | 60,64 |
| 2014 | Zimowy puchar Europy w rzutach        | Leiria                | 10. miejsce          | 58,19 |
| 2014 | Mistrzostwa Europy                    | Zurych                | 9. miejsce           | 60,89 |
| 2015 | Zimowy puchar Europy w rzutach        | Leiria                | 1. miejsce           | 66,67 |
| 2015 | I liga drużynowych mistrzostw Europy  | Heraklion             | 4. miejsce           | 59,36 |
| 2015 | Mistrzostwa świata                    | Pekin                 | el. – 16. miejsce    | 61,59 |
| 2015 | Światowe wojskowe igrzyska sportowe   | Mungyeong             | 4. miejsce           | 60,92 |
| 2016 | Puchar Europy w rzutach               | Arad                  | 2. miejsce           | 62,20 |
| 2016 | Mistrzostwa Europy                    | Amsterdam             | 7. miejsce           | 63,55 |
| 2016 | Igrzyska olimpijskie                  | Rio de Janeiro        | 4. miejsce           | 66,58 |
| 2017 | Puchar Europy w rzutach               | Las Palmas            | 3. miejsce           | 62,86 |
| 2017 | Mistrzostwa świata                    | Londyn                | el. – 17. miejsce    | 62,71 |
| 2018 | Puchar Europy w rzutach               | Leiria                | 10. miejsce          | 60,61 |
| 2018 | Mistrzostwa Europy                    | Berlin                | el. – 13. miejsce    | 62,13 |
| 2019 | Puchar Europy w rzutach               | Šamorín               | 3. miejsce           | 62,11 |
| 2019 | II liga drużynowych mistrzostw Europy | Varaždin              | 2. miejsce           | 63,51 |
| 2019 | Mistrzostwa świata                    | Doha                  | el. – 19. miejsce    | 62,10 |
| 2019 | Światowe wojskowe igrzyska sportowe   | Wuhan                 | 4. miejsce           | 59,56 |